# Randa Siniora
Randa George Yacoub Siniora (née vers 1961) est une militante palestinienne des droits humains et des droits des femmes. Ayant documenté les violations des droits humains dans les territoires palestiniens occupés, elle est directrice générale du Centre d'aide juridique et de conseil pour les femmes à Jérusalem . 

## Biographie
Randa Siniora étudie à l'Université d'Essex au Royaume-Uni, où elle obtient un Master of Law en droit international des droits de l'homme, et à l' Université américaine du Caire, où elle est diplômée d'une maîtrise en sociologie-anthropologie. Cette université publie sa thèse de maîtrise, une étude sur les travailleuses du textile en Cisjordanie, produisant des biens pour des entreprises israéliennes. Randa Siniora y applique la théorie de la dépendance d' Arghiri Emmanuel et de Samir Amin à la situation palestinienne. Pour expliquer les bas niveaux d'organisation politique et syndicale des femmes, elle souligne les continuités sociales des structures patriarcales qui contrôlaient les femmes à la maison et au travail :
« Les employeurs n'ont pas besoin de la force pour contrôler les travailleuses. Au lieu d'elle, ils tentent en permanence d'établir une relation paternaliste avec [elles]. Ils essaient de les convaincre qu'elles sont dans la position de leurs pères à l'atelier, et qu'ils sont leurs "protecteurs". »
De 1987 à 1997, Randa Siniora est chercheuse juridique et coordonnatrice du programme des droits des femmes à l'organisation des droits humains Al-Haq. La  première Intifada interrompt son travail de changement légal pour les femmes : « Se focaliser exclusivement sur les aspects légal et social des droits des femmes devint impossible, avec les violations des droits humains contre les Palestiniennes, qui avaient lieu chaque jour.»
De 1997 à 2001, Randa Siniora est responsable du réseautage et du plaidoyer au Centre d'aide juridique et de conseil pour les femmes. De 2001 à 2005, elle est directrice générale d'Al-Haq.
De septembre 2007 à juin 2015, Randa Siniora est directrice exécutive principale de la Commission Indépendante des Droits de l'Homme en Palestine. En 2015, elle devient directrice générale du Centre d'aide juridique et de conseil pour les femmes.
En octobre 2018, Randa Siniora devient la première palestinienne militante à s'adresser au Conseil de sécurité des Nations Unies. Les questions qu'elle évoque sont la violence domestique, les féminicides, ainsi que celle, plus large, de l'exclusion politique des femmes, en Palestine : « L'occupation par Israël et la crise humanitaire qui en résulte exacerbent des inégalités de genres présentes auparavant. Les femmes endurent la violence de l'occupation, que supportent tous les Palestiniens, de manière disproportionnée, et souvent avec des conséquences spécifiquement liées au genre. [...] L'espace consacré à l'intégration des Palestiniennes dans des processus politiques clés (comme la concrétisation d'un État palestinien ou la réconciliation nationale) est petit. La représentation des femmes dans des postes décisionnels, y compris dans les institutions de l'Autorité Palestinienne, est d'à peine cinq pour cent. »

## Travaux
- La main-d'œuvre palestinienne dans une économie dépendante : les travailleuses de l'industrie du vêtement en Cisjordanie . Documents du Caire en sciences sociales, vol. 12, monographie 3. Le Caire : American University in Cairo Press.
- 'Le lobbying pour un droit de la famille palestinien : l'expérience du parlement modèle palestinien : les femmes et la législation'. Document pour la Conférence sur le droit islamique de la famille au Moyen-Orient et en Afrique du Nord, Amman, 2000.